# Математическая биология
Математическая биология — это междисциплинарное направление науки, в котором объектом исследования являются биологические системы разного уровня организации, причём цель исследования тесно увязывается с решением некоторых определённых математических задач, составляющих предмет исследования. Критерием истины в ней является математическое доказательство. Основным математическим аппаратом математической биологии является теория дифференциальных уравнений и математическая статистика. 
Математическая физика биологических объектов изучает действие физических законов на биологическом уровне организации вещества и энергии и представляет собой теоретический подраздел математической биологии.  
Математическая биология активно использует также и методы прикладной математики, включая математическое моделирование биологических процессов и явлений. Важнейшую роль при этом играет использование компьютеров. 
В отличие от чисто математических наук, в математической биологии результатам исследования придаётся биологическая интерпретация.